# Minori Chihara Live Tour 2010 〜Sing All Love〜
『Minori Chihara Live Tour 2010 〜Sing All Love〜』（ミノリ チハラ ライブ ツアー にせんじゅう シングオールラブ）は、2010年4月10日から2010年5月30日まで開催された茅原実里のライブツアー。またその模様を収録した映像作品である。2010年11月10日にGloryHeavenからDVDとBlu-ray Discが、2010年11月3日にエイベックス・プランニング&デベロップメントからライブ写真集が発売された。

## DVD、Blu-ray Disc

### 概要
2010年4月10日から2010年5月30日にかけて行われたライブツアー『Minori Chihara Live Tour 2010 〜Sing All Love〜』の日本武道館で行われた2010年5月30日の公演の模様を収録。ディスクは、2枚組の構成となっており、ライブ本編とメイキング映像、そしてBlu-ray Discには、茅原本人とプロデューサー斎藤滋、マネージャー瀬野大介によるオーディオコメンタリーが収録されている。
本作の発売を引っ提げて2010年11月10日から11月15日までAKIHABARAゲーマーズ本店にて衣装、パネル展示会が開催され、実際にライブツアーで茅原が使用していた衣装が展示された。また、衣装1つ1つに手書きの曲紹介があったので茅原は感激したと語っている。
発売日当日のオリコンデイリー音楽DVDチャートで8位、2010年11月22日付のオリコン週間音楽DVDチャートで10位を獲得し自身のライブ・ビデオとしては初のTOP10入りを果たした。

### 出演
| 名前                               | 担当      |
| ---------------------------------- | --------- |
| 茅原実里                           | Vocal     |
| 須藤賢一                           | Keyboards |
| 山本直哉                           | Bass      |
| 岩田ガンタ康彦                     | Drums     |
| 室屋光一郎                         | Violin    |
| 加藤大祐                           | Guitar    |
| 藤堂冒彦（大先生室屋ストリングス） | Strings   |
| 伊藤彩（大先生室屋ストリングス）   | Strings   |
| 島岡智子（大先生室屋ストリングス） | Strings   |
| 結城貴弘（大先生室屋ストリングス） | Strings   |

### 収録内容

#### Disc 1
| 01 | Opening              |
| 02 | Final Moratorium     |
| 03 | Paradise Lost        |
| 04 | Flame                |
| 05 | MC                   |
| 06 | Falling heaven's now |
| 07 | Love Medicine*       |
| 08 | tea for two          |
| 09 | MC                   |
| 10 | 優しい忘却           |
| 11 | 雪、無音、窓辺にて。 |
| 12 | 純白サンクチュアリィ |
| 13 | Instrumental（1）    |
| 14 | 孤独の結晶           |
| 15 | 雨音のベール         |
| 16 | サクラピアス         |
| 17 | PRECIOUS ONE         |
| 18 | MC                   |
| 19 | Lush march!!         |

#### Disc 2
| 01         | MC                |
| 02         | Medley            |
| 03         | Instrumental（2） |
| 04         | animand〜agitato  |
| 05         | MC                |
| 06         | 君がくれたあの日  |
| 07         | 書きかけのDestiny |
| 08         | 愛とナイフ        |
| 09         | 覚醒フィラメント  |
| 10         | MC                |
| 11         | Perfect energy    |
| アンコール |                   |
| 12         | MC                |
| 13         | Tomorrow's chance |
| 14         | Contact 13th      |
| 15         | MC                |
| 16         | sing for you      |
| 17         | Ending            |

#### 特典映像
1. Backstage at the Budokan（ライブ当日のメイキング映像、DVD・Blu-ray Disc特典）
2. 5.1chサラウンド（Blu-ray Discのみの特典）
3. オーディオコメンタリー（Blu-ray Discのみの特典）

### クレジット
| Vocal        | 茅原実里               |
| Band Members |                        |
| Keyboards    | 須藤賢一               |
| Guitar       | 加藤大祐               |
| Bass         | 山本直哉               |
| Drums        | 岩田ガンタ康彦         |
| Violin       | 室屋光一郎             |
| Strings      | 大先生室屋ストリングス |

| Manipulator                 | 大串友紀                                    |
| Producer                    | 斎藤滋（Lantis）                            |
| Creative producer           | 小島冬樹（Lantis）                          |
| Art direction & design      | 吉田理一郎                                  |
| Photography                 | 草刈雅之                                    |
| Photography                 | 矢次千代美                                  |
| Styling                     | 谷口美夏                                    |
| Hair & Make-up              | 清水恵美子（MaroonBrand）                   |
| Promotion producer          | 鈴木めぐみ（Lantis）                        |
| Sales promotion producer    | 佐藤計（Lantis）                            |
| Sales promotion             | 臼倉竜太郎（Lantis）                        |
| A&R                         | 太田淳（Lantis）                            |
| Executive promoter          | 松村紀代子（Lantis）                        |
| Fan Club Staff              | 片野安則                                    |
| Fan Club Staff              | 安田まどか                                  |
| Fan Club Staff              | 橋本葉子                                    |
| Fan Club Staff              | 有馬幸宏                                    |
| Fan Club Staff              | 成田泰穂（ROM SHARING）                     |
| Artist Brand Management     | 瀬野大介（avex Planning & Development）     |
| Artist Management Assistant | 佐々木真理英（avex Planning & Development） |
| Supervisor                  | 本多健二（avex Planning & Development）     |
| Executive supervisor        | 伊藤善之                                    |
| Executive producer          | 井上俊次（Lantis）                          |
| Executive producer          | 青木義人（avex Planning & Development）     |
| Special supporter           | m.s.s members                               |
| Very special thanks         | ALL FANS                                    |

## 写真集

### 概要
当初は2010年10月27日に発売予定であったが、印刷工程でのトラブルが起こり刷り直しを行う為発売が2010年11月3日に変更された。
内容は2010年5月30日に日本武道館で行われた東京公演のライブ公演の模様、舞台裏、リハーサル風景などが収録されている。また、茅原がデビューを果たした2003年から発売当時までの年表も収録されている。
本作は版形がB4サイズになっており、B4にした理由について茅原は、「一生に一度しかない記念の写真集なので、ファンにライブ当日の臨場感を伝えたくこのサイズにした。」と語っている。

### クレジット
| Vocal                        | 茅原実里                                                        |
| Band Members                 |                                                                 |
| Keyboards & Chorus           | 須藤賢一                                                        |
| Guitar                       | 加藤大祐                                                        |
| Bass                         | 山本直哉                                                        |
| Drums                        | 岩田ガンタ康彦                                                  |
| Violin                       | 室屋光一郎                                                      |
| Violin                       | 真部裕（栃木、福岡公演）                                        |
| Strings                      | 大先生室屋ストリングス （藤堂冒彦、伊藤彩、島岡智子、結城貴弘） |
| Manipulator                  | 大串友紀                                                        |
| Concert Staff                |                                                                 |
| Tour Managaer & Directors    | 石黒宜彦（Grand-Slam）                                          |
| Tour Managaer & Directors    | 中林彩                                                          |
| Tour Managaer & Directors    | 木村香里（Grand-Slam）                                          |
| Tour Managaer & Directors    | 須田雅生（TLIP SIDE）                                           |
| Tour Managaer & Directors    | 宮谷観（Grand-Slam）                                            |
| Tour Desk                    | 八木直子（Grand-Slam）                                          |
| Tour Desk                    | 川添はるか（Grand-Slam）                                        |
| Stage Directon               | 岩本幸也（Co-mus）                                              |
| Stage Manager                | 桜井・ハナコ・典子（Co-mus）                                    |
| Stage Manager                | 齋藤悠里（Co-mus）                                              |
| Stage Coordinator            | 新保直士（NIUON STAGE）                                         |
| Stage Coordinator            | 岩崎航（NIUON STAGE）                                           |
| Stage Designes               | 佐藤ゆう子                                                      |
| Stage Staff                  | 佐藤裕治（NIUON STAGE）                                         |
| Stage Staff                  | 岩下康彦（NIUON STAGE）                                         |
| Stage Staff                  | 益子典道（NIUON STAGE）                                         |
| Sound Desighner & Operator   | 横山隆義（Umber Jone）                                          |
| Sound Oparation Staff        | 井上由希（Umber Jone）                                          |
| System Planer & JOY Enginer  | 林田渉（public address）                                        |
| System Planer & JOY Enginer  | 片山博敏（public address）                                      |
| System Planer & JOY Enginer  | 田中晃一（public address）                                      |
| Lighting Designer & Operator | 高橋哲也（NICH BRIDGE）                                         |
| Lighting Operators           | 治武和宏（Pittore）                                             |
| Lighting Operators           | 下釜友明（Pittore）                                             |
| Laser Operators              | 中島典子（Random）                                              |
| Laser Operators              | 入澤友幸（Random）                                              |
| Musical InstrumentS          | 松下潤（SOUND CREW）                                            |
| Musical InstrumentS          | 吉田光範（SOUND CREW）                                          |
| Musical InstrumentS          | 小林真依子（SOUND CREW）                                        |
| Special Effects              | 山田真二（BLAZE）                                               |
| Transport                    | 田野智昭（SUNP LANT）                                           |
| Transport                    | 庄司浩一（SUNP LANT）                                           |
| Transport                    | 吉田正彦（SUNP LANT）                                           |
| Power Supply                 | 木下勝博（l・C・C International）                               |
| Stylist                      | 谷口美夏（jesta enterprise）                                    |
| Hair & Make-up               | 清水恵美子（maroonbiand）                                       |
| Merchandising Director       | 酒井雄一郎（avex Planning & Development）                       |
| Merchandising Staff          | 金井崇晃（avex Planning & Development）                         |
| Merchandising Staff          | 大門江梨子（avex Planning & Development）                       |
| Merchandising Staff          | 岡崎 'johnny' 晃路（Dragon Road）                               |
| Merchandising Staff          | 阿部憲嗣（ppm）                                                 |
| Fan Clab Staff               | 片野安則（ROM SUARING）                                         |
| Fan Clab Staff               | 安田まどか（ROM SUARING）                                       |
| Concert Promoters            | 野村幸弘（HOT SJUJJ PROMOTION）                                 |
| Concert Promoters            | 安部寛世（HOT SJUJJ PROMOTION）                                 |
| Concert Promoters            | 牧野泰明（BUnkAhoso KALUTAJSU CENTER MC.）                      |
| Concert Promoters            | 松川裕志（Kyodo Osaka）                                         |
| Concert Promoters            | 有吉一正（TLIP SIDE）                                           |
| Concert Promoters            | 石海敏明（TLIP SIDE）                                           |
| Concert Promoters            | 後藤晋一（Kyodo Hokuriku）                                      |
| Concert Promoters            | 長田周平（music fun）                                           |
| Concert Promoters            | 小野佳樹（music fun）                                           |
| Concert Promoters            | 柴田柳生（Kyodo YOKOHAMA）                                      |
| Concert Promoters            | 船木雄一（SUNDAYJOLK PROMOTION）                                |
| Concert Promoters            | 向井昂司（SUNDAYJOLK PROMOTION）                                |
| Concert Promoters            | 中山美千男（SUNDAYJOLK PROMOTION Shizuoka）                     |
| Concert Promoters            | 高波秀法（Yumebanchi）                                          |
| Concert Promoters            | 岡秀年（Yumebanchi）                                            |
| Concert Promoters            | 中村健治（Yumebanchi）                                          |
| Concert Promoters            | 山下洋司（Yumebanchi）                                          |
| Concert Promoters            | 佐藤勝好（GIP）                                                 |
| Concert Promoters            | 坂元匡介（Kyodo Nishinippon）                                   |
| Concert Promoters            | 茶園朋久（Kyodo Nishinippon）                                   |
| Live Photobook Staff         |                                                                 |
| Art direction & design       | 中澤裕志                                                        |
| Art direction                | 姫野恭央（avex Planning & Development）                         |
| Design                       | 小池紘代                                                        |
| Live photographet            | 草刈雅之                                                        |
| Live photographet            | 矢次千代美                                                      |
| Executive Promotes           | 松村起代子（Lantis）                                            |
| Promotion Produces           | 鈴木めぐみ（Lantis）                                            |
| Sales Promotion Producet     | 佐橋計（Lantis）                                                |
| Sales Promotion              | 臼倉竜太郎（Lantis）                                            |
| A&R                          | 太田淳（Lantis）                                                |
| Artist Brand Management      | 瀬野大介（avex Planning & Development）                         |
| Artist Management Assistant  | 佐々木真理英（avex Planning & Development）                     |
| Management Desk              | 野口美由紀（avex Planning & Development）                       |
| Management Desk              | 鈴木絵玲奈（avex Planning & Development）                       |
| Management Desk              | 矢口由花（avex Planning & Development）                         |
| Produces                     | 斎藤滋（Lantis）                                                |
| Supervisor                   | 本多健二（avex Planning & Development）                         |
| Executive Supervisor         | 伊藤善之                                                        |
| Executive Producers          | 井上俊次（Lantis）                                              |
| Executive Producers          | 青木義人（avex Planning & Development）                         |
| Special Thanks               | （財）美郷市文化振興公社                                        |
| Special Thanks               | 毎日放送                                                        |
| Special Thanks               | 下野新聞社                                                      |
| Special Thanks               | CRT 栃木放送                                                    |
| Special Thanks               | タウン誌「もんみや」                                            |
| Special Thanks               | RADIO BERRY                                                     |
| Special Thanks               | とちぎテレビ                                                    |
| Special Thanks               | Teny テレビ新潟                                                 |
| Special Thanks               | AIR.G FM北海道                                                  |
| Special Thanks               | Tvh テレビ北海道                                                |
| Special Thanks               | tvk                                                             |
| Special Thanks               | 東海ラジオ放送                                                  |
| Special Thanks               | 静岡新聞社・静岡放送                                            |
| Special Thanks               | TM 徳島                                                         |
| Special Thanks               | 中国放送                                                        |
| Special Thanks               | TBC 東北放送                                                    |
| Special Thanks               | 九州朝日放送                                                    |
| Special Thanks               | 文化放送                                                        |
| Special Thanks               | 日本武道館                                                      |
| Special Thanks               | animate                                                         |
| Special Thanks               | 富永純子（animate Tokushima）                                   |
| Special Thanks               | SOLIDVOX                                                        |
| Special Thanks               | 三郷市文化会館大ホール                                          |
| Special Thanks               | NHK大阪ホール                                                   |
| Special Thanks               | 栃木県総合文化センターメインホール                              |
| Special Thanks               | 新潟テルサ                                                      |
| Special Thanks               | Zepp Sapporo                                                    |
| Special Thanks               | 神奈川県立県民ホール                                            |
| Special Thanks               | 市川市文化会館大ホール                                          |
| Special Thanks               | 愛知県芸術劇場大ホール                                          |
| Special Thanks               | 静岡市民文化会館                                                |
| Special Thanks               | 徳島市立文化センター                                            |
| Special Thanks               | 広島アステールプラザ大ホール                                    |
| Special Thanks               | 仙台イズミシティ 大ホール                                       |
| Special Thanks               | Zepp Fukuoka                                                    |
| Special Supporters           | m.s.s members                                                   |
| Very Special Thanks          | ALL Fans                                                        |

## ライブツアー

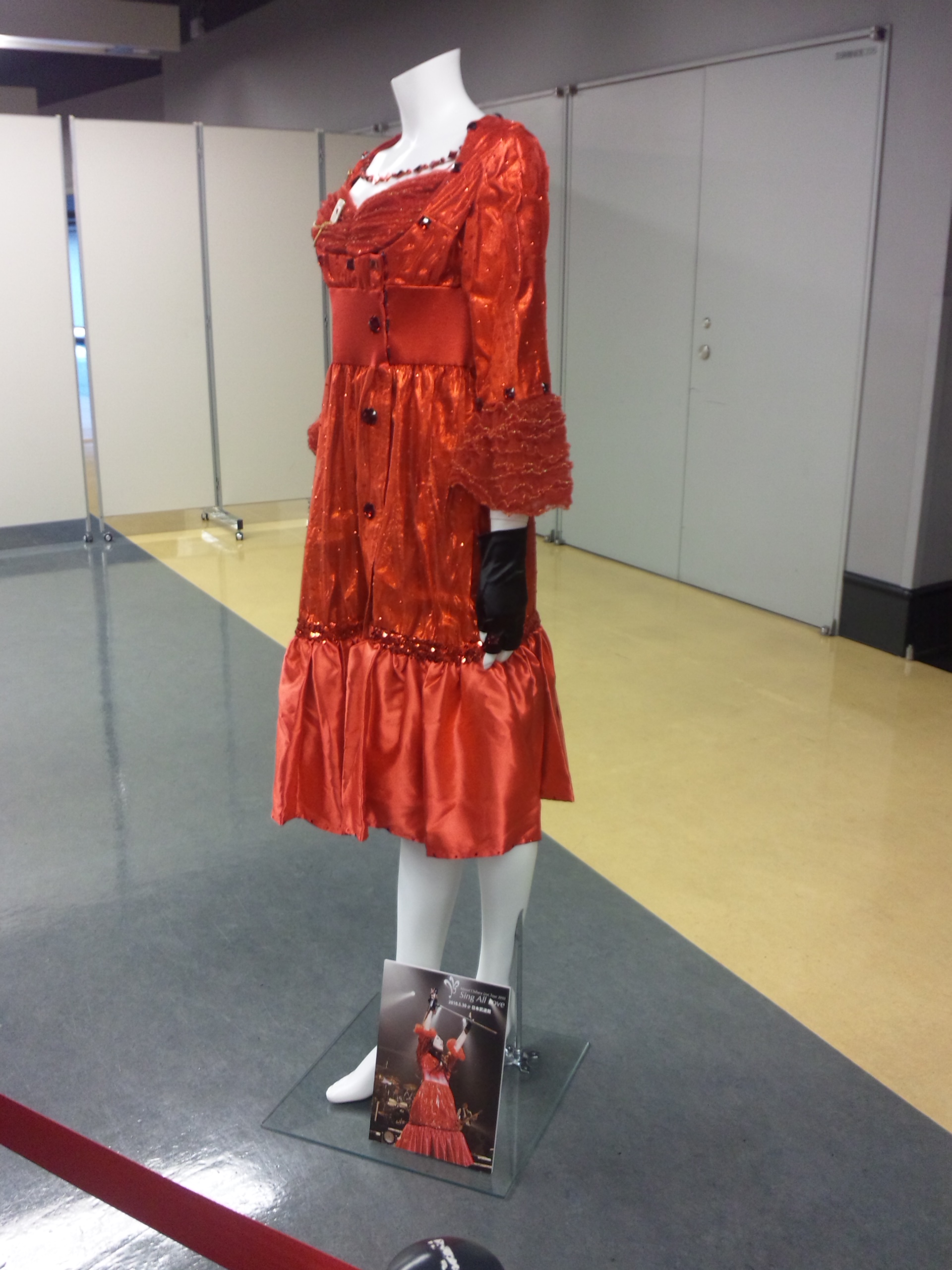
公演当日の衣装

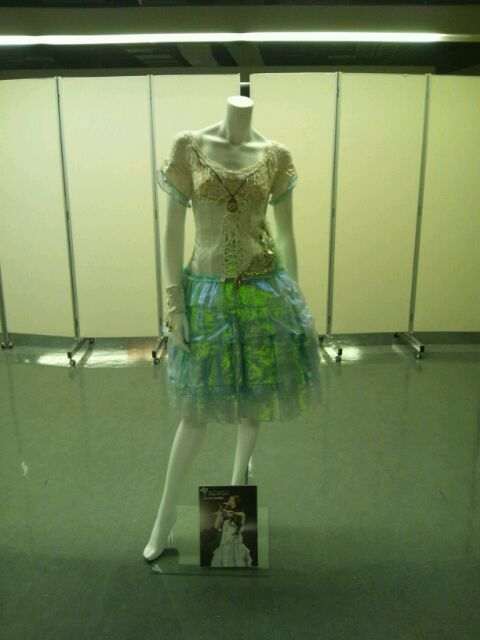
公演当日の衣装

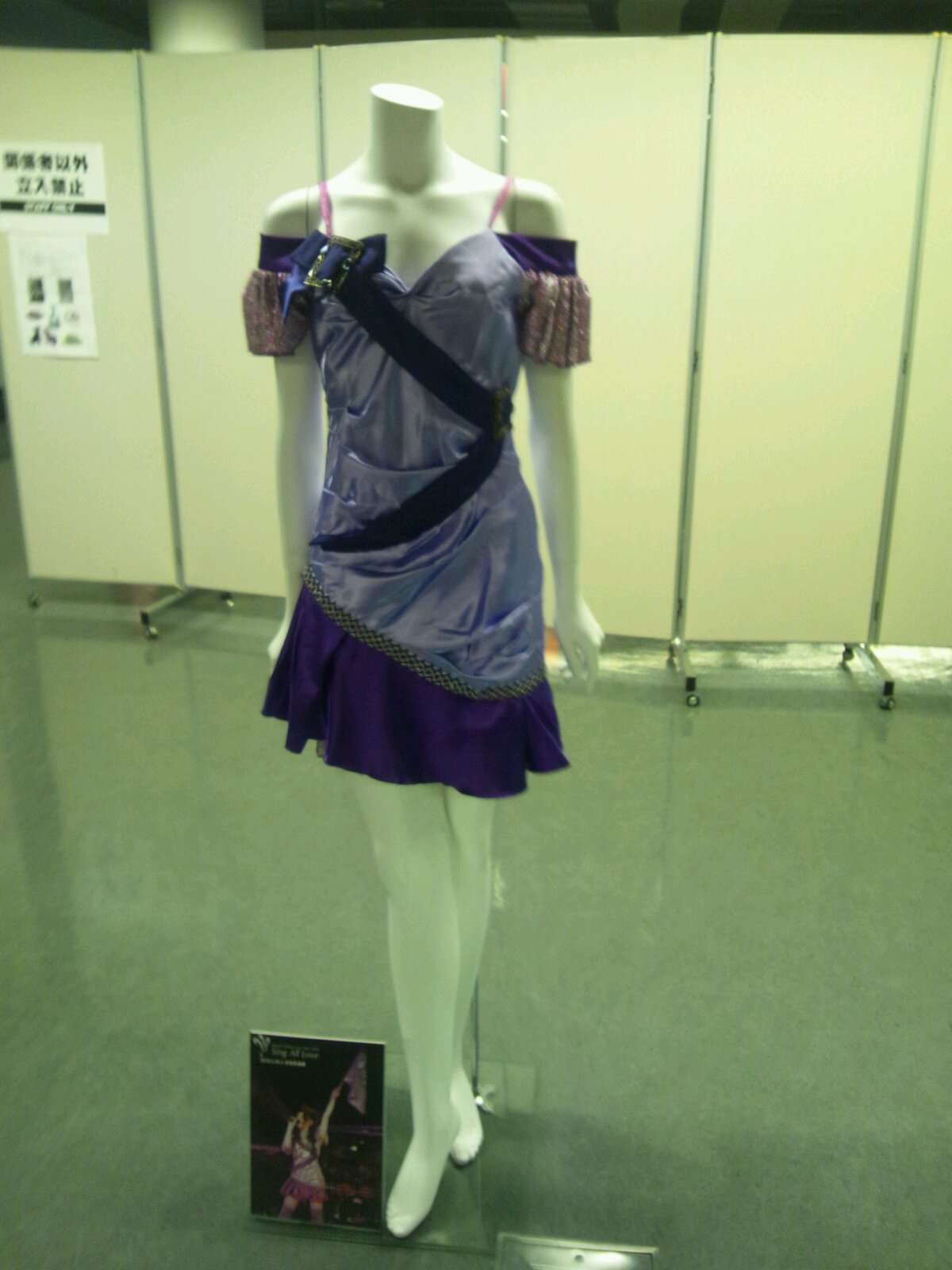
公演当日の衣装

### 概要
ライブ名は、『Minori Chihara Live Tour 2010 〜Sing All Love〜』。2010年1月1日にライブツアーの開催が発表された。また、本ツアーの抱負として茅原は「ありのままの自分で勝負していく」という意識で臨んだが、最終的には自身が思ってた以上に自分を曝け出してたツアーになっていると実感したと語っている。
当初は14公演開催予定だったが、2010年4月3日に新木場 STUDIO COASTにて開催された『茅原実里のradio minorhythm』の公開録音にて追加公演の日本武道館公演を発表した。また、茅原チームにとって日本武道館のライブ公演は1つの目標であり、自身も武道館のステージに立つのが1つの目標であったと語っている。
本ライブツアーでは茅原のライブツアー初のツアートラックが全国のライブ会場周辺を走っており、ライブグッズではツアートラックのミニカーが製作された。また、ツイッター上で同トラックを引っ提げた写真投稿企画が開催された。
ツアー初日は『Sing All Love』収録の新曲を初めてライブで唄ったのでドキドキしていたという。栃木公演時には茅原の父から「生まれ故郷に錦を飾れ」というメールが来たという。また、自分が生まれた地でのライブだったので感激したと語っている。「覚醒フィラメント」歌唱時にサビの部分の「Ha-ha-ha」のコールアンドレスポンスが客席から返されて嬉しかったという。
追加公演の日本武道館公演は、ライブ開始直前まで色々な葛藤があったがステージに立った直後からは今までのライブ通り落ち着いた気持ちで歌えたという。また、公演日である「2010年5月30日を一生忘れない」と語っている。
公演ごとにメドレー曲、アンコール曲の2曲目の内容が異なった。詳しくはメドレー曲、アンコール曲を参照。

### 当日のステージ
会場のライトが消えた後、「Final Moratorium」のインストが流れ赤いドレスを纏った茅原がステージに登場し「武道館行くぜー!」と叫び、ライブが開始した。
その後「Pradise Lost」、「Flame」が続いた後に最初のMCが始まりライブの挨拶をした。
MC後、衣装の早着替えが行われ白と水色を基調としたドレス姿で登場し「Falling heaven's now」、「Love Medicine*」、「tea for two」を歌唱後MCが始まりバンドメンバーの紹介が行われた。また、追加公演以外ではストリングスは大先生室屋だけで行ってきたが追加公演はストリングス隊の藤堂冒彦、伊藤彩、島岡智子、結城貴弘が参加している。その後、2010年2月6日に公開された劇場版『涼宮ハルヒの消失』の話題になり茅原演じる長門有希のラストシーンの「ありがとう」というセリフは茅原の長門有希に対する「ありがとう」という気持ちを込めたことを明かした。
「優しい忘却」の歌唱は1コーラスは劇場版のエンディングテーマとして使用されたア・カペラバージョンである「優しい忘却 -sonority-」として唄ったが、2番からはバンド演奏が加わるという演出を行った。次曲は追加公演以外の公演では「純白サンクチュアリィ」が歌唱されていたが、本公演では「雪、無音、窓辺にて。」が歌唱された。また、茅原のライブツアーでキャラクターソングが歌唱されるのは初のことである。公演前の会場には「純白サンクチュアリィ」用の白いサイリウムが茅原には内密に観客に配られており、後に事情を知った茅原は驚いたと語っている。
バンドメンバーの演奏が行われた後、ステージの後方から紫の長いドレスを着た茅原が登場し「孤独の結晶」を歌唱し、その後の「雨音のベール」では唯一のマイクスタンドを使用した演出を行った。「サクラピアス」、「PRECIOUS ONE」の歌唱後のMCで、本ツアーでは必ず紫の衣装を作りたかったことを明かし茅原自身も紫の衣装が一番のお気に入りであると語った。また、この衣装はライブDVDのパッケージ写真に使用されている。
「Lush march!!」のインストが流れた直後、茅原がバックステージに下がった後、紫の衣装の長いドレス部分を取ったミニスカート衣装で登場し『Minori Chihara Live Tour 2009 〜Parade〜』から茅原のライブでは定番になっているフラッグを使用した演出を行った。また、同曲歌唱時の衣装がライブBlu-rayのスリーブパッケージ写真に使用されている。
本ツアーでは各会場毎にメドレーを組んでおり、本公演では計3曲をメドレーで歌唱したが追加公演では全ツアーで歌唱したメドレー曲9曲を歌唱した。
バンドメンバーの2回目の演奏後、黒を基調とした衣装で登場し「animand〜agitato」を歌唱し、その後のMCで観客とコールアンドレスポンスをし「君がくれたあの日」、「書きかけのDestiny」、「愛とナイフ」、「覚醒フィラメント」を連続で歌唱した。また、「覚醒フィラメント」のサビ部分の「Ha-ha-ha」はコールアンドレスポンスが行われた。
その後、次曲がラストであることを明かした後、茅原が「夢の武道館、一生忘れません。本当にありがとう!! 実里 2010.5.30」と直筆で書いた銀色のテープが放出され「Perfect energy」歌唱後ステージを去った。
アンコール後、追加公演限定で販売されたツアーTシャツを着用した茅原が登場し、2010年のカウントダウンライブ『Minori Chihara Countdown Live 2009-2010』で2010年を迎えてから1曲目に唄われた「Tomorrow's chance」を唄い、「Contact 13th」を歌唱した。また、アンコール2曲目も会場毎で曲目が変わったがメドレー曲とは違い本公演で唄われた曲は唄わず1曲だけの歌唱となった。
その後のMCでは、ライブの感想、「Freedom Dreamer」の発売決定、『Minori Chihara Live 2010 "SUMMER CAMP 2"』の開催の報告、今までの心境を語った後スタッフ、バンドメンバーへの感謝の言葉を言った後に、「武道館は夢のステージであったが、『ゴール』ではなく『最高の通過点』である」と語り、自身が作詞した「sing for you」を歌唱し茅原が『Minori Chihara 1st Live Tour 2008 〜Contact〜』からライブの締めに言っている「みんなー、だーいすき」という言葉でライブは締められた。

### 開催日時・会場
| 公演数   | 開催日  | 会場                                       |
| -------- | ------- | ------------------------------------------ |
| 01       | 4月10日 | 三郷市文化会館 大ホール（埼玉）            |
| 02       | 4月17日 | NHK大阪ホール（大阪）                      |
| 03       | 4月18日 | NHK大阪ホール（大阪）                      |
| 04       | 4月24日 | 栃木県総合文化センターメインホール（栃木） |
| 05       | 4月25日 | 新潟テルサ（新潟）                         |
| 06       | 4月29日 | Zepp Sapporo（札幌）                       |
| 07       | 5月1日  | 神奈川県民ホール 大ホール（神奈川）        |
| 08       | 5月2日  | 市川市文化会館 大ホール（千葉）            |
| 09       | 5月4日  | 愛知県芸術劇場 大ホール（愛知）            |
| 10       | 5月5日  | 静岡市民文化会館 中ホール（静岡）          |
| 11       | 5月8日  | 徳島市立文化センター（徳島）               |
| 12       | 5月9日  | 広島アステールプラザ 大ホール（広島）      |
| 13       | 5月15日 | 仙台イズミティ21 大ホール（仙台）          |
| 14       | 5月22日 | Zepp Fukuoka（福岡）                       |
| 追加公演 |         |                                            |
| 15       | 5月30日 | 日本武道館（東京）                         |

### メドレー曲
| 公演                                | 楽曲                  |
| ----------------------------------- | --------------------- |
| 埼玉、札幌、愛知、徳島              | mezzo forte           |
| 埼玉、札幌、愛知、徳島              | FUTURE STAR           |
| 埼玉、札幌、愛知、徳島              | 輪舞-revolution       |
| 大阪1日目、栃木、千葉、広島、福岡   | Melty tale storage    |
| 大阪1日目、栃木、千葉、広島、福岡   | 蒼い孤島              |
| 大阪1日目、栃木、千葉、広島、福岡   | 詩人の旅              |
| 大阪2日目、新潟、神奈川、静岡、仙台 | Last Arden            |
| 大阪2日目、新潟、神奈川、静岡、仙台 | too late? not late... |
| 大阪2日目、新潟、神奈川、静岡、仙台 | Voyager train         |
| 東京                                | Last Arden            |
| 東京                                | too late? not late... |
| 東京                                | Voyager train         |
| 東京                                | mezzo forte           |
| 東京                                | FUTURE STAR           |
| 東京                                | 輪舞-revolution       |
| 東京                                | Melty tale storage    |
| 東京                                | 蒼い孤島              |
| 東京                                | 詩人の旅              |

### アンコール曲
| 公演                                      | 楽曲               |
| ----------------------------------------- | ------------------ |
| 埼玉、新潟、愛知、広島                    | 雨上がりの花よ咲け |
| 大阪1日目、札幌、千葉、静岡、仙台         | Sunshine flower    |
| 大阪2日目、栃木、神奈川、徳島、福岡、東京 | Contact 13th       |